# More Light
More Light — десятый студийный альбом шотландской инди-рок группы Primal Scream, изданный 6 мая 2013 года.

## Об альбоме
More Light был анонсирован группой 1 февраля 2013 года. Лидер коллектива, Бобби Гиллеспи, описал альбом следующим образом: «Это запись рок-н-ролла, но современного рок-н-ролла. В значительной степени психоделик-рок, ведомый гитарами, но мы используем гитары оркестровым способом, не так как люди обычно делают в рок-записях. Я думаю, мы идём более интересным путём. Основной звук мы создаём, сплетая гитары с электроникой и прочими акустическими инструментами.»
Новая пластинка продолжает традиции, начатые Primal Scream ещё на альбоме Screamadelica. Звучание More Light затрагивает стилистику дичайшей феерии рок-н-ролла, психоделического парик-аута, подпитываемого наркотиками электронного грува, классических соул-ссылок и псевдостоуновского попа. В нескольких словах Гиллеспи описал альбом как «сложный, многослойный, кинематографический и оркестровый».
В качестве гостей в записи More Light приняли участие Роберт Плант, Кевин Шилдс, Марк Стюарт и Джейсон Фолкнер. Альбом был записан на студиях Das Bunker и Vox Studios в Лондоне и Лос-Анджелесе соответственно. Сведение произвёл американский продюсер и звукорежиссёр Рич Кости. Обложку диска разработал шотландский художник и обладатель The Turner Prize Джим Лэмби. More Light был выпущен собственным лейблом Primal Scream Ignition Records.

## Отзывы
More Light был встречен большинством музыкальных критиков положительно. Редактор сайта Allmusic Стивен Томас Эрльюин оценил диск в 4.5 звезды из 5, написав: «Это один из тех альбомов Primal Scream, где они стягивают вместе хард-рок, фри-джаз, клубный бит, цветистую психоделию, поклонение The Stooges и преданность авангардному кино — с опорой на прошлое в попытке приблизиться к будущему». Обозреватель интернет-журнала Drowned in Sound Джей Ар Мурз поставил альбому 8 звёзд из 10 и с уверенностью заявил, что More Light является лучшей работой Primal Scream за текущее десятилетие. Автор отметил «исповедальную „2013“», «блестящую „River of Pain“, начинающуюся как обманчиво-коматозный микс „Paint It Black“», «заводную ритм-секцию и застенчиво-ленноновское блеяние Гиллеспи в „Tenement Kid“ и „Come Together“», «„Goodbye Johnny“, звучащую как перезаписанная и украшенная безумным соло саксофона „I’m Your Man“ Леонарда Коэна», а также «взрывы джазовой импровизации» и «причудливые звуковые эффекты».
Критик британской газеты The Guardian Майкл Ганн дал пластинке 3 звезды из 5, посетовав на то, что в More Light явственно звучит эхо Screamadelica. Несмотря на это, композицию «River of Pain» он классифицировал как «шедевр», «сочетающий в себе психоделический фолк и североафриканскую атмосферу, а также удивительный оркестровый прорыв, схожий с восходом солнца, проходящим через туман». Рецензент журнала New Musical Express Марк Бомонт оценил запись на 8 звёзд из 10, выделив «гаражно-роковую „Invisible City“, отмечающую разнообразие социальной деградации» и «заключительную „It’s Alright, It’s OK“ с её бонгами и неистово ликующим фортепиано». Корреспондент воскресного издания The Observer Фил Монгрейден поставил More Light 4 звезды из 5, одобрительно отозвавшись о «смелом сочетании саксофонного визга и гитарного шума в „2013“».
Журналист интернет-издания Pitchfork Стюарт Берман оценил пластинку в 7.7 звёзд из 10, охарактеризовав её как «самый страстный, целостный и амбициозный альбом Primal Scream», спродюсировнный Дэвидом Холмсом, «обладающим поистине кинематографической чувствительностью». Эксперт сетевого ревю PopMatters Захари Хоул дал альбому 7 звёзд из 10, описав его как «музыкальное приключение, колеблющееся между жанрами». Автор также уделил внимание бонус-диску Extra Light, назвав его весьма уместным материалом.

## Список композиций
Слова и музыка всех песен — написаны Бобби Гиллеспи и Эндрю Иннесом, за исключением отдельно оговоренных случаев.
| №   | Название                                           | Длительность |
| --- | -------------------------------------------------- | ------------ |
| 1.  | «2013»                                             | 9:01         |
| 2.  | «River of Pain»                                    | 6:59         |
| 3.  | «Culturecide»                                      | 4:36         |
| 4.  | «Hit Void»                                         | 4:10         |
| 5.  | «Tenement Kid»                                     | 4:46         |
| 6.  | «Invisible City»                                   | 4:41         |
| 7.  | «Goodbye Johnny» (кавер-версия песни The Gun Club) | 3:29         |
| 8.  | «Sideman»                                          | 3:54         |
| 9.  | «Elimination Blues»                                | 5:47         |
| 10. | «Turn Each Other Inside Out»                       | 4:35         |
| 11. | «Walking With the Beast»                           | 3:58         |
| 12. | «Relativity»                                       | 7:29         |
| 13. | «It’s Alright, It’s OK»                            | 5:09         |

Японское издание
| №   | Название                                                  | Длительность |
| --- | --------------------------------------------------------- | ------------ |
| 14. | «I Want You» (кавер-версия песни The Troggs)              | 3:44         |
| 15. | «City Slang» (кавер-версия песни Sonic’s Rendezvous Band) | 5:10         |

Extra Light
| №  | Название                                     | Длительность |
| -- | -------------------------------------------- | ------------ |
| 1. | «Nothing Is Real / Nothing Is Unreal»        | 5:03         |
| 2. | «Requiem For The Russian Tea Rooms»          | 3:13         |
| 3. | «Running Out Of Time»                        | 2:36         |
| 4. | «Worm Tamer» (кавер-версия песни Grinderman) | 5:35         |
| 5. | «Theme From More Light»                      | 2:27         |
| 6. | «2013» (Weatherall Remix)                    | 8:18         |

## Участники записи
- Бобби Гиллеспи — вокал, меллотрон, бубен, хлопки
- Эндрю Иннес — соло-гитара, ритм-гитара, двенадцатиструнная гитара, синтезатор, ситар, фортепиано
- Мартин Даффи — челеста, электрическое фортепиано, орган Хаммонда
- Даррин Муни — ударные, перкуссия
- Барри Коддиган — гитара, бэк-вокал
- Симона Батлер — бас-гитара